# 藤居眞理子
藤居 眞理子（ふじい まりこ、1948年 - ）は、東京家政学院大学名誉教授。

## 経歴
- 1975年 東京家政学院大学家政学部卒
- 1976年 東京家政学院大学家政学部助手
- 1991年 東京家政学院大学家政学部講師
- 1997年 東京家政学院大学家政学部助教授
- 2005年 東京家政学院大学家政学部教授

## 学位
家政学士（東京家政学院大学）

## 専門分野
- 被服整理学
- 生活科学一般

## 主な研究課題
- 『界面活性剤水溶液の界面活性作用に関する研究』
- 『衣類の洗浄に関する研究』
- 『天然染料を用いた工芸染色における最適条件の探索』

## 主な論文
- ぬれとはなにか. 表面科学 （1991）
- プラスチックスの表面処理. 接着の技術 （1990）
- 微粒子の分散技術と表面処理. 電池技術 （1990）
- 精密洗浄分野における汚染のメカニズム、洗浄技術と評価. 精密工学誌 （1988）
- 分散技術に対する一提案. 材料技術 （1988）
- 洗剤の洗浄力試験法について. 洗濯の科学 （1991）
- ポリエチレンテレフタレートフィルム上のアニオン界面活性剤水溶液の転落角について. 材料技術（1994）
- 円形・三角形の断面形状をもつ毛細管に対する液体の浸透性. 材料技術 （1994）
- 非イオン界面活性剤水溶液によるポリエチレンテレフタレートのぬれ. 材料技術 （1995）
- ポリエチレングリコールラウリルエーテル水溶液挙動に及ぼすエタノールの影響. 日本油化学会誌 （1996）
- シリカ粒子の水/エタノール混合液による洗浄性. 日本油化学会誌 （2000）
- ススキによる緑系染色の研究. 日本シルク学会誌 （2001）

## 国際貢献・国内貢献
- 蘇芳染め絞り雲取菊文様振袖 第53回手工芸美術展 一般の部入選 （1994）
- クリーニングのアルコール利用技術に関する研究のうち、クリーニング用エタノール洗浄剤の開発 （受託研究 、1997-1998 ）
- 乾燥と収縮(1) （受託研究、1996）
- 乾燥と収縮(2) （受託研究、1997）

## 所属学会
日本家政学会、日本繊維製品消費科学会、日本油化学会、服飾文化学会、日本シルク学会